# Strombauverwaltung
Die Strombauverwaltung war eine Institution in Preußen, die sich der Schiffbarmachung der großen Flüsse und später auch dem Hochwasserschutz widmete.
Bereits in der Instruktion für die Oberpräsidenten vom 31. Dezember 1825 (§2, Nr. 4) wurde diesen u. a. die unmittelbare Verwaltung der Strombauten in den preußischen Provinzen übertragen. Zur Erledigung dieser Aufgabe wurden Strombauverwaltungen eingerichtet. So wurde z. B. 1866 in Magdeburg die Elb-Strombauverwaltung eingerichtet, deren erster Direktor bis 1880 Theodor Kozlowski war. Daneben gab es die Rheinstrom- (mit Sitz in Koblenz), Weichselstrom- (in Danzig) und Oderstrombauverwaltung (in Breslau) u. a.
1883 wurden die Aufgaben der Strombauverwaltungen durch das „Gesetz über die Strombauverwaltung“ vom 20. August 1883 novelliert.
Nach den Hochwasserkatastrophen der 1880er und 1890er Jahre wurden in Preußen spezielle Büros zur Untersuchung der gewässerkundlichen Verhältnisse an den hochwasserrelevanten Flüssen eingerichtet:
- 1891 Büro für Hauptnivellements und Wasserstandsbeobachtungen
- 1892 Büro des Ausschusses zur Untersuchung der Wasserstandsverhältnisse in den der Überschwemmungsgefahr besonders ausgesetzten Flussgebieten (kurz: preußischer Wasser-Ausschuß). Vorsteher des Büros war Hermann Keller.

Wichtigstes Ergebnis der Arbeit dieser Büros waren die auch heute noch wertvollen Monographien über die großen Flüsse Preußens:
- 1896 Oder[1]
- 1898 Elbe[2]
- 1899 Memel, Pregel, Weichsel[3]
- 1901 Ems, Weser[4]

die von den zuständigen Strombauverwaltungen (bei Reimer in Berlin) „auf Grund des Allerhöchsten Erlasses vom 28. Februar 1892“ herausgegeben wurden.